# Covina (Califórnia)
Covina é uma cidade localizada no estado americano da Califórnia, no Condado de Los Angeles. Foi incorporada em 14 de agosto de 1901.

## Geografia
De acordo com o United States Census Bureau, a cidade tem uma área de 18,23 km², onde 18,21 km² estão cobertos por terra e 0,05 km² por água.

### Localidades na vizinhança
O diagrama seguinte representa as localidades num raio de 8 km ao redor de Covina. 

## Demografia
Segundo o censo nacional de 2010, a sua população é de 47 796 habitantes e sua densidade populacional é de 2 625,06 hab/km². Possui 16 576 residências, que resulta em uma densidade de 910,39 residências/km².